# Championnat du monde de hockey sur glace 2020
Navigation
Slovaquie 2019 Lettonie 2021
Le championnat du monde de hockey sur glace 2020 devait avoir lieu du 8 au 24 mai 2020 dans les villes de Zurich et Lausanne en Suisse.
L'ensemble des compétitions a été annulé en raison de la pandémie de coronavirus.
En conséquence, le classement de l'IIHF publié en avril 2020 et permettant de positionner les différentes nations dans les groupes des Jeux olympiques de 2022 est calculé différemment. Les points sont attribués à chaque nation en fonction de leur position lors de la sélection au championnat du monde, et non pas en fonction des résultats lors du tournoi .

## Format de la compétition
Le Championnat du monde de hockey sur glace masculin est un ensemble de plusieurs tournois regroupant les nations en fonction de leur niveau.
Les meilleures équipes disputent le titre dans la division Élite. Cette division regroupe 16 équipes réparties en deux groupes de 8 qui disputent un tour préliminaire. Les 4 premiers de chaque groupe sont qualifiés pour les quarts de finale et les derniers sont relégués en division IA à l'exception de la Biélorussie et de la Lettonie, co-organisatrices de l'édition 2021, qui ne peuvent être reléguées même si elles termine à la dernière place de leurs groupes.
Pour les autres divisions qui comptent 6 équipes (4 pour les divisions IIIB et IV), les équipes s’affrontent entre elles et, à l'issue de cette compétition, le premier est promu dans la division supérieure et le dernier est relégué dans la division inférieure, sauf en division IV où il n'y a pas de relégation.
Lors des phases de poule, les points sont attribués ainsi :
- 3 points pour une victoire dans le temps réglementaire ;
- 2 points pour une victoire en prolongation ou aux tirs de fusillade ;
- 1 point pour une défaite en prolongation ou aux tirs de fusillade ;
- aucun point pour une défaite dans le temps réglementaire.

## Annulation des compétitions
Au cours du mois de mars 2020, les tournois de toutes les divisions ont été successivement annulés par la Fédération internationale de hockey sur glace en raison de la pandémie de coronavirus.
Les compositions des différentes divisions étaient les suivantes :
| Division | Date de la compétition | Lieu               | Équipes | Annonce de l'annulation |
| -------- | ---------------------- | ------------------ | --- | ----------------------- |
| Élite    | 8 au 24 mai            | Lausanne et Zurich | Allemagne Biélorussie Canada Danemark États-Unis Finlande Grande-Bretagne Italie Kazakhstan Lettonie Norvège Tchéquie Russie Slovaquie Suède Suisse | 21 mars,                |
| IA       | 27 avril au 3 mai      | Ljubljana          | Autriche Corée du Sud France Hongrie Roumanie Slovénie                                                                                              | 17 mars                 |
| IB       | 27 avril au 3 mai      | Katowice           | Estonie Japon Lituanie Pologne Serbie Ukraine | 17 mars                 |
| IIA      | 19 au 25 avril         | Zagreb             | Australie Chine Croatie Espagne Israël Pays-Bas | 13 mars                 |
| IIB      | 19 au 25 avril         | Reykjavik          | Belgique Bulgarie Géorgie Islande Mexique Nouvelle-Zélande                                                                                          | 13 mars                 |
| IIIA     | 19 au 25 avril         | Kockelscheuer      | Corée du Nord Émirats arabes unis Luxembourg Taipei chinois Turkménistan Turquie                                                                    | 13 mars                 |
| IIIB     | 20 au 23 avril         | Le Cap             | Afrique du Sud Bosnie-Herzégovine Hong Kong Thaïlande                                                                                               | 13 mars                 |
| IV       | 3 au 5 mars            | Bichkek            | Koweït Kirghizistan Malaisie Philippines | 2 mars                  |